# Vnislav
Vnislav byl mytický pokračovatel Přemysla Oráče a kněžny Libuše, zakladatelů dynastie Přemyslovců, jeden ze sedmi legendárních českých knížat mezi Přemyslem Oráčem a prvním historicky doloženým knížetem Bořivojem. Měl být synem knížete Vojena.
Jedna z teorií týkajících se počtu těchto knížat je podepřena freskami na zdech rotundy v moravském Znojmě, ale Anežka Merhautová tvrdí, že tyto fresky zobrazují historicky doložené Přemyslovce včetně moravských údělníků.

## Původ jména
Jméno Vnislav zaznamenal ve své Kronice české Kosmas, převzala ho i většina historiků z 19. století, včetně Františka Palackého. Konec jména -slav je celkem typický pro slovanská jména (např. Vladislav, původně i Václav), není ovšem jasné, co přesně znamená první část tohoto jména.
Záviš Kalandra uvádí, že jména sedmi mytických českých knížat jsou odvozena ze starých slovanských názvů dnů v týdnu. Vnislav by jako čtvrtý z nich odpovídal středě, v latině dies Mercurii, den Merkurův. Merkur byl bohem zdárného obchodu, přičemž samo jméno Vnislav může odkazovat ke slovanskému bohu, kterému byl rovněž zasvěcen obchod. Merkurovi patří anglické Wednesday či francouzská mercredi – středa.
Podle teorie Vladimíra Karbusického pochází dvanáct jmen mytických postav české historie včetně sedmi knížat z úryvku staroslověnského (či staročeského) textu – poselství Čechů k Frankům v 9. století. V tomto textu mělo být psáno: Krok’ kazi (Tetha), lubo premyšl, nezamyšl m’nata voj’n u‘ni zla, kr’z my s‘ neklan (am), gosti vit, což se vykládá jako: Zastav své kroky, Tetha (oslovení tehdejšího vůdce Franků, popřípadě západních sousedů obecně) a raději přemýšlej, nezamýšlím na tebe vojnu ani zla, kříži my se neklaníme, hosty vítáme.

## Posloupnost knížat
Dalimilova kronika a Kosmas se ovšem neshodují v tom, co bylo po smrti knížete Nezamysla. Dalimil píše:
Po něm Mnata, potom Vojen, o němž známo je nám to jen, že byl ještě plný sil, když zem synům rozdělil.
Kosmas naopak konstatuje, že po Vojenově dožití knížectví vládl Vnislav. Dalimil naproti tomu uvádí, že Vojen dělí svou zem mezi syny: Lucko Vlastislavu dává, Čechy v správu Unislava (Vnislava). Lucký kníže Vlastislav by byl v tom případě také Přemyslovec, bratr knížete Vnislava.
Dalimil dále píše: Český kníže Unislav zemřel záhy. Jeho práv nabyl Křesomysl zas.